# HD 124755
HD 124755，又名BD+42 2472，SAO 44952、HR 5335，是一颗恒星，视星等为6.24，位于銀經78.52，銀緯67.73，其B1900.0坐标为赤經14h 10m 21.5s，赤緯+41° 67.73′ 17″。